# Ancepaspis edentata
Ancepaspis edentata är en insektsart som först beskrevs av Ferris 1919.  Ancepaspis edentata ingår i släktet Ancepaspis och familjen pansarsköldlöss. Inga underarter finns listade i Catalogue of Life.